# جوزف آر تنر
جوزف ریچارد "جو" تنر (به انگلیسی: Joseph Richard "Joe" Tanner) فضانورد اهل کشور ایالات متحده آمریکا است که در ۲۱ ژانویهٔ ۱۹۵۰ میلادی در دانویل، ایلی‌نوی زاده شد. وی در مأموریت اس‌تی‌اس-۶۶، اس‌تی‌اس-۸۲، اس‌تی‌اس-۹۷، اس‌تی‌اس-۱۱۵ حضور داشته است.